# Helen MacKellar
Pour les articles homonymes, voir McKellar.
Helen MacKellar, née le 13 février 1895 à Détroit (Michigan) et morte le 5 août 1966 à New York, est une actrice américaine.

## Biographie

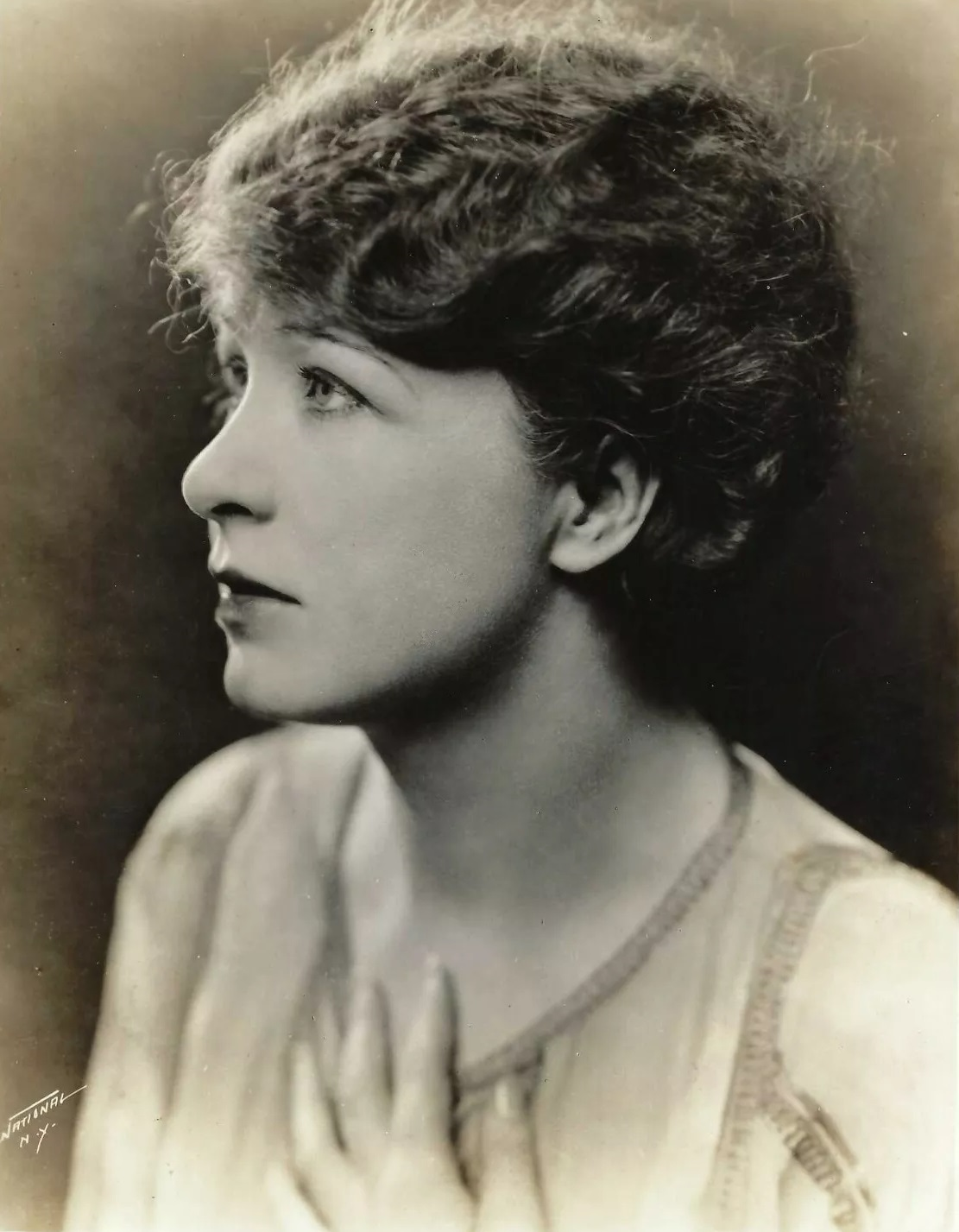
Photographiée en 1926

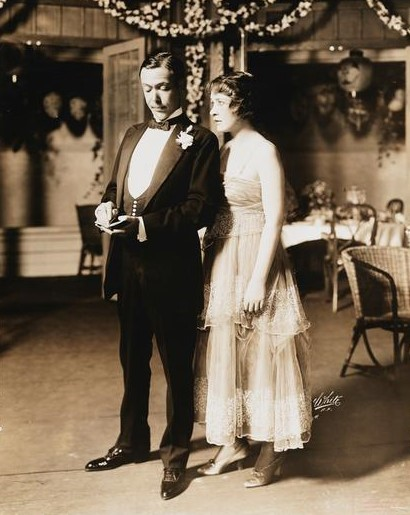
Avec Frank Craven, dans Seven Chances (1916)

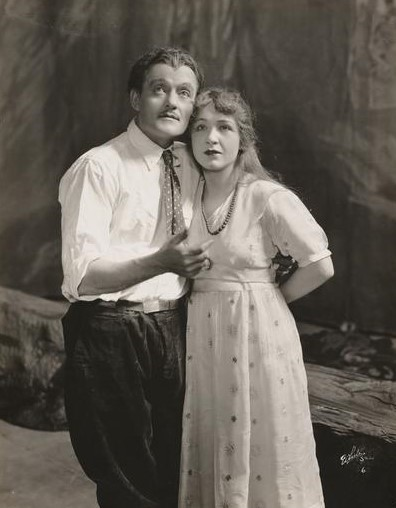
Avec Richard Bennett, dans Derrière l'horizon (1920)

Helen MacKellar débute adolescente au théâtre et joue notamment à Broadway (New York), où elle tient son premier rôle en 1916, dans Seven Chances de Roi Cooper Megrue (en), aux côtés de Frank Craven et Otto Kruger. Sa dernière pièce à Broadway est Dear Ruth (en) de Norman Krasna (1944-1946), où elle remplace Phyllis Povah en cours de production.
Entretemps, citons Derrière l'horizon d'Eugene O'Neill (1920, avec Richard Bennett et Louise Closser Hale) et Hinkemann d'Ernst Toller (son avant-dernière pièce à Broadway, 1931-1932).
Si l'on excepte une première expérience dans deux courts métrages muets sortis respectivement en 1918 et 1919 (le second est The Madonna of the Slums de George Terwilliger, avec Jeanne Eagels et Jessie Ralph), elle fait surtout carrière au cinéma entre ses deux dernières prestations à Broadway, depuis The Past of Mary Holmes d'Harlan Thompson et autre (1933, avec Eric Linden et Jean Arthur, elle-même tenant le rôle-titre) jusqu'à Lady in the Death House (en) de Steve Sekely (1944, avec Jean Parker et Lionel Atwill).
Dans l'intervalle, elle contribue à trente-cinq autres films américains (dont plusieurs westerns), parmi lesquels figurent La Vallée des géants de William Keighley (1938, avec Wayne Morris et Claire Trevor), L'Escadron noir de Raoul Walsh et Les Déracinés de Bernard Vorhaus (tous deux avec John Wayne et sortis en 1940), ou encore Cheers for Miss Bishop de Tay Garnett (1941, avec Martha Scott et William Gargan).
Unique apparition à la télévision américaine, elle contribue à un épisode, diffusé en 1948, de la série Kraft Television Theatre (en).
Mariée à l'acteur George MacQuarrie (1873-1951) et restée sa veuve, Helen MacKellar meurt en 1966, à 71 ans.

## Théâtre à Broadway (intégrale)
- 1916 : Seven Chances de Roi Cooper Megrue (en), production de David Belasco : Georgiana Garrison[1]
- 1916-1917 : Major Pendennis, adaptation par Langdon Mitchell du roman éponyme de William Makepeace Thackeray : rôle non spécifié
- 1918-1919 : The Unknown Purple de Carlyle Moore et Roland West, production de ce dernier : rôle non spécifié
- 1919-1920 : The Storm de Langdon McCormick : Manette Fachard
- 1920 : Derrière l'horizon (Beyond the Horizon) d'Eugene O'Neill : Ruth Atkins[2]
- 1921 : Back Pay de Fannie Hurst : Hester Bevins[3]
- 1921 : Bought and Paid For de George Broadhurst (en), mise en scène de John Cromwell : Virginia Blaine
- 1922 : The Shadow d'Eden Phillpotts : Hester Dunnybrig
- 1922-1923 : The Masked Woman de Kate Jordan : Diane Delatour
- 1924 : The Desert Flower de Don Mullally : Margaret Maggie Fortune[4]
- 1925 : A Good Bad Woman de William J. McNally : Eileen Donovan
- 1925 : The Mud Turtle d'Elliott Lester, mise en scène de Willard Mack : Kate
- 1925-1926 : Open House de (et produite par) Samuel Ruskin Golding : Eugenie Bellamy
- 1927 : Romancin' Round de Conrad Westervelt : Neena Dobson
- 1930 : Through the Night de Samuel Ruskin Golding et Paul Dickey : Inez Talbott
- 1931-1932 : Hinkemann (Bloody Laughter) d'Ernst Toller, adaptation de Forrest Wilson et Willam Schack : Greta
- 1944-1946 : Dear Ruth (en) de Norman Krasna, mise en scène de Moss Hart : Edith Wilkins[5] (remplacement, dates non spécifiées)

## Filmographie

### Cinéma (sélection)
- 1919 : The Madonna of the Slums de George Terwilliger (court métrage) : rôle non spécifié
- 1933 : The Past of Mary Holmes d'Harlan Thompson et autre : Mary Holmes
- 1936 : Two Against the World de William C. McGann : Martha Carstairs
- 1938 : La Vallée des géants (Valley of the Giants) de William Keighley : Mme Lorimer
- 1938 : Barefoot Boy (en) de Karl Brown : Martha Whittaker
- 1938 : L'École du crime (Crime School) de Lewis Seiler : Mme Burke
- 1939 : Boy Slaves de P. J. Wolfson : la mère de Jesse
- 1939 : Honolulu d'Edward Buzzell : une opératrice téléphonique
- 1939 : Bad Boy (en) d'Hubert Meyer : Mme Fraser
- 1939 : Veillée d'amour (When Tomorrow Comes) de John M. Stahl : une serveuse

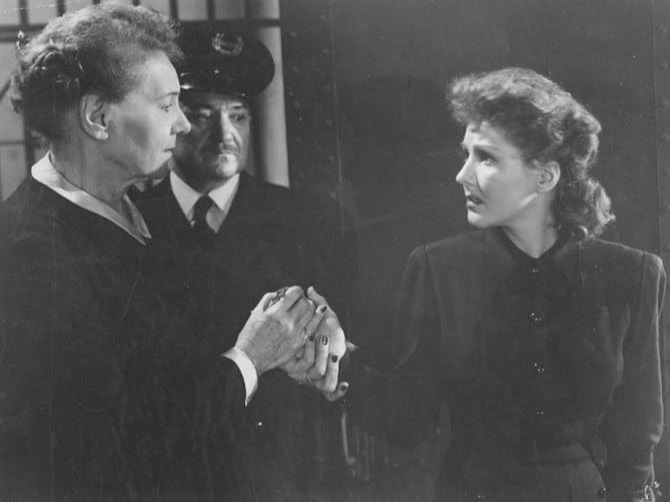
Avec Jean Parker, dans Lady in the Death House (1944)

- 1940 : Le Grand Passage (Northwest Passage) de King Vidor : Sarah Hadden
- 1940 : L'Escadron noir (Dark Command) de Raoul Walsh : Mme Hale
- 1940 : Les Déracinés (Three Faces West) de Bernard Vorhaus : Mme Welles
- 1941 : The Geat Train Robbery de Joseph Kane : Mme Logan
- 1941 : Cheers for Miss Bishop de Tay Garnett : Mlle Patton
- 1943 : Silver Spurs (en) de Joseph Kane : Mme Davis
- 1943 : L'Irrésistible Miss Kay (en) (The Powers Girl) de Norman Z. McLeod : Mme Hendricks
- 1944 : Lady in the Death House (en) de Steve Sekely : une surveillante pénitentiaire

### Télévision (intégrale)
- 1948 : Kraft Television Theatre (en) (série), saison 1, épisode 61 The Show-Off : rôle non spécifié

### Autres liens externes
- Ressource relative au spectacle :   - Internet Broadway Database
- Ressource relative à l'audiovisuel :   - IMDb
- Notices d'autorité :   - VIAF
  - LCCN
  - WorldCat